# 基列地 (新南威尔士州)
基列地（英語：Gilead）是悉尼的郊区，在澳大利亚新南威尔士州境内，位于悉尼中心商务区西南方58公里，在坎伯当市的地方政府区域内，是麦克阿瑟地区的一部分。

## 历史
基列地是圣经中的地名，以麦田闻名。很明显，对于在1812年获得400英亩(1.6平方公里)土地的鲁本·乌瑟尔(Reuban Uther)来说，给小麦农场起这个名字真是不错的主意。但梦想仅仅持续了六年，他便卖掉了该处地产。
托马斯·罗斯(Thomas Rose)购得了此处土地并将其命名为基列地山(Mount Gilead)。自1818年至他去世的1837年，托马斯居住在这里并耕种。 他的儿子亨利·罗斯继承了土地，直到1862年抵押权人取消抵押品赎回权为止。
附近卡姆登公园地产(Camden Park Estate)的拥有者，麦克阿瑟-昂斯洛家族(the Macarthur-Onslow family)，于1941年购得此地并持有至今。虽然据说有计划进行郊区开发，但基列地目前仍然是位于郊区边缘以外的农田。

## 索引来源
1. ↑  Australian Bureau of Statistics. . 2016 Census QuickStats. 27 June 2017  [15 January 2018].
2. ↑  . The Colonist (Sydney: National Library of Australia). 1837-03-09: 7  [2013-06-30].
3. ↑  . The Sydney Morning Herald (National Library of Australia). 1862-10-20: 1  [2013-06-30].
4. ↑  . Campbelltown City Council.   [2008-03-21]. （原始内容存档于2008-07-28）.